# Muntlig förberedelse
Muntlig förberedelse, sammanträde vid tingsrätt mellan parterna, företrädesvis i tvistemål. Syftet med förberedelsen är att klargöra tvistefrågor, för att på så vis utreda vilka frågor som kan avgöras juridiskt. Domstolen kan hjälpa de tvistande och fatta beslut, som kan underlätta den fortsatt handläggningen av ärendets olika problem. Tvisterna kan röra till exempel vårdnadsfrågor om barn, boende i skilsmässoärenden eller arvs- och testamentesfrågor.